# Dissomeria glanduligera
Dissomeria glanduligera är en videväxtart som beskrevs av Herman Otto Sleumer. Dissomeria glanduligera ingår i släktet Dissomeria och familjen videväxter. Inga underarter finns listade i Catalogue of Life.